# Stanislav Khegai
Stanislav Khegai (* 1985) ist ein kasachischer Pianist. Er ist Gewinner des Europäischen Klavierwettbewerb Bremen 2014 und Preisträger des Queen Elisabeth Competition in Brüssel und des Concours Géza Anda in Zürich. Er erhielt den 2. Preis beim III. Skrjabin Internationalen Klavierwettbewerb in Moskau und den Grand-Prix beim Internationalen Klavierwettbewerb von Zentralasien.

## Leben
Mit 15 Jahren erhielt Khegai den Grand-Prix beim Internationalen Klavierwettbewerb von Zentralasien verliehen. Ein Jahr später spielte er das 3. Klavierkonzert d-Moll von Rachmaninow mit Philharmonischem Orchester. Mit 18 Jahren erhielt er den 2. Preis beim 3. Internationalen Skrjabin Klavierwettbewerb in Moskau (Russland). Khegai ist Preisträger des 15. Internationalen Queen Elisabeth Competition in Brüssel (Belgien) und des 10. Concours Géza Anda in Zürich (Schweiz).
Im März 2014 wurde er Gewinner des 14. Europäischen Klavierwettbewerb Bremen (Deutschland). Ihm wurde außerdem dreimal das DAAD-Stipendium (Bonn, Deutschland) verliehen.
Stanislav Khegai ist in Rezitalen in Deutschland, Frankreich, Belgien, Italien, Schweiz, Marokko, Estland, Kasachstan, Russland, Japan, Kanada und Südkorea aufgetreten. Im November 2013 spielte Khegai das 2. Klavierkonzert B-Dur von Brahms im Großen Saal des Gewandhauses zu Leipzig. Er konzertierte in Konzertsälen wie Palais des Beaux-Arts BOZAR und Théâtre Royal de la Monnaie (Bruxelles), Salle Cortot (Paris), Gewandhaus (Leipzig), Die Glocke und Radio Bremen Sendesaal (Bremen), Großer Saal des Tschaikowsky-Konservatoriums (Moskau), Guro Arts Valley Theater (Seoul), Gasteig (München), Ansan Arts Center (Südkorea) und spielte als Solist mit renommierten Orchestern, darunter dem Gewandhausorchester Leipzig, dem Belgian National Orchestra, den Bremer Philharmonikern, dem Orchestre Royal de Chambre de Wallonie, dem Moscow Symphony Orchestra, der Mährischen Philharmonie, dem Gyeonggi Philharmonic Orchestra unter der Leitung von Dirigenten wie Gilbert Varga, Paul Goodwin, Mathias Foremny, Nicholas Milton, Volker Schmidt-Gertenbach.
In der Saison 2008/2009 hat er u. a. seine Deutschland-Tournee mit dem Mährischen Philharmonischen Orchester absolviert, wo er das 1. Klavierkonzert C-Dur von Beethoven aufführte. Im Juli 2007 spielte er einen Soloabend mit Werken von Schubert, Brahms, Beethoven und Schumann bei der Festspiele Mecklenburg-Vorpommern. Khegai gab auch Rezitale bei Festivals wie dem Festival Les Nuits Musicales de Nice, dem Festival Pianissimo in Tartu, dem Asian Composers League International Festival 2010 und dem UNESCO-Forum in Seoul. Im April 2017 spielte er u. a. Ravels Miroirs in der After Work Concert Serie im Gewandhaus zu Leipzig. Seine Auftritte wurden Live gesendet u. a. auf Radio Bremen, NDR, MDR (Deutschland), RTBF, Klara Radio, Musiq3 (Belgien), TV-Kultura (Russland) und KBS (Korea).

## CD-Aufnahmen
- Maurice Ravel: Miroirs (Radio Bremen)
- Johannes Brahms: Vier Balladen, Op. 10 (Radio Bremen)
- Ludwig van Beethoven: Klaviersonate Nr. 23 f-Moll "Appassionata", Op. 57 (Queen Elisabeth Competition Winners CD)[21]
- Alexander Skrjabin: Mazurka Op. 25, Nr. 3 - Valse As-Dur Op. 38 - Sonate Nr. 9 Op. 68 (Classical Records, Moskau)[22]